# Campeonato sub-19 de la AFC 2016
El Campeonato sub-19 de la AFC de 2016 fue la XXXIX edición del torneo organizado por la AFC, con sede en Baréin. Se desarrolló entre el 13 y el 30 de octubre de 2016 y contó con la participación de 16 selecciones juveniles de Asia. Los cuatro mejores equipos clasificaron directamente a la Copa Mundial de Fútbol Sub-20 de 2017 en Corea del Sur.

## Equipos participantes
| Equipos participantes | Equipos participantes | Equipos participantes  | Equipos participantes |
| --------------------- | --------------------- | ---------------------- | --------------------- |
| Baréin                | Catar                 | Corea del Norte        | Uzbekistán            |
| Japón                 | Tailandia             | Emiratos Árabes Unidos | China                 |
| Australia             | Irak                  | Corea del Sur          | Yemen                 |
| Irán                  | Vietnam               | Arabia Saudita         | Tayikistán            |

## Resultados
- Los horarios corresponden a la hora de Baréin (UTC+3:00).

### Fase de grupos

#### Grupo A
| Pos. | Equipo            | Pts. | PJ | G | E | P | GF | GC | Dif. | Clasificación    |
| ---- | ----------------- | ---- | -- | - | - | - | -- | -- | ---- | ---------------- |
| 1    | Baréin (H)        | 6    | 3  | 2 | 0 | 1 | 7  | 6  | +1   | Cuartos de final |
| 2    | Arabia Saudita    | 6    | 3  | 2 | 0 | 1 | 8  | 4  | +4   | Cuartos de final |
| 3    | Corea del Sur (E) | 6    | 3  | 2 | 0 | 1 | 6  | 4  | +2   |                  |
| 4    | Tailandia (E)     | 0    | 3  | 0 | 0 | 3 | 3  | 10 | −7   |                  |

 Fuente: AFC
| 13 de octubre de 2016, 16:30 | Tailandia | 1:3     | Corea del Sur                                              | Estadio Nacional de Baréin, Riffa                      |                                                        |
|                              | Anon 76'  | Reporte | Jeong Tae-wook 13' · Han Chan-hee 41' · Kang Ji-hoon 90+3' | Asistencia: 200 espectadores Árbitro(s): Muhammad Taqi | Asistencia: 200 espectadores Árbitro(s): Muhammad Taqi |

| 13 de octubre de 2016, 19:30 | Baréin                                         | 3:2     | Arabia Saudita                     | Khalifa Sports City Stadium, Isa Town                      |                                                            |
|                              | Marhoon 41' · Yusuf 49' (pen.) · Mohamed 90+4' | Reporte | Al-Anaze 56' · Al-Najai 80' (pen.) | Asistencia: 2500 espectadores Árbitro(s): Ammar Al-Jeneibi | Asistencia: 2500 espectadores Árbitro(s): Ammar Al-Jeneibi |

| 16 de octubre de 2016, 16:30 | Arabia Saudita                                                  | 4:0     | Tailandia | Estadio Nacional de Baréin, Riffa                           |                                                             |
|                              | Al-Anaze 43' · Al-Muwallad 60' · Al-Khulaif 68' · Ghareeb 90+3' | Reporte |           | Asistencia: 24 185 espectadores Árbitro(s): Timur Faizullin | Asistencia: 24 185 espectadores Árbitro(s): Timur Faizullin |

| 16 de octubre de 2016, 19:30 | Corea del Sur             | 2:1     | Baréin      | Khalifa Sports City Stadium, Isa Town                       |                                                             |
|                              | Cho Young-wook 84', 90+2' | Reporte | Ebrahim 56' | Asistencia: 6677 espectadores Árbitro(s): Mohammad Abu Loum | Asistencia: 6677 espectadores Árbitro(s): Mohammad Abu Loum |

| 19 de octubre de 2016, 19:30 | Baréin                                         | 3:2     | Tailandia                    | Khalifa Sports City Stadium, Isa Town                 |                                                       |
|                              | Yusuf 12' (pen.) · Bughammar 47' · Al-Naar 51' | Reporte | Sittichok 30' · Supachai 84' | Asistencia: 8650 espectadores Árbitro(s): Jumpei Iida | Asistencia: 8650 espectadores Árbitro(s): Jumpei Iida |

| 19 de octubre de 2016, 19:30 | Corea del Sur     | 1:2     | Arabia Saudita             | Bahrain National Stadium, Riffa                         |                                                         |
|                              | Kim Geun-jung 32' | Reporte | Al-Najai 38' · Al-Amri 64' | Asistencia: 210 espectadores Árbitro(s): Jarred Gillett | Asistencia: 210 espectadores Árbitro(s): Jarred Gillett |

#### Grupo B
| Pos. | Equipo              | Pts. | PJ | G | E | P | GF | GC | Dif. | Clasificación    |
| ---- | ------------------- | ---- | -- | - | - | - | -- | -- | ---- | ---------------- |
| 1    | Irak                | 7    | 3  | 2 | 1 | 0 | 5  | 0  | +5   | Cuartos de final |
| 2    | Vietnam             | 5    | 3  | 1 | 2 | 0 | 3  | 2  | +1   | Cuartos de final |
| 3    | UAE (E)             | 4    | 3  | 1 | 1 | 1 | 4  | 3  | +1   |                  |
| 4    | Corea del Norte (E) | 0    | 3  | 0 | 0 | 3 | 2  | 9  | −7   |                  |

 Fuente: AFC
| 14 de octubre de 2016, 16:30 | Corea del Norte     | 1:2     | Vietnam                   | Khalifa Sports City Stadium, Isa Town                               |                                                                     |
|                              | Ryang Hyon-ju 90+2' | Reporte | Chinh 71' · Văn Hậu 90+1' | Asistencia: 100 espectadores Árbitro(s): Abdullah Mohamed Al Hilali | Asistencia: 100 espectadores Árbitro(s): Abdullah Mohamed Al Hilali |

| 14 de octubre de 2016, 19:30 | Emiratos Árabes Unidos | 0:1     | Irak          | Khalifa Sports City Stadium, Isa Town                   |                                                         |
|                              |                        | Reporte | W. Kareem 26' | Asistencia: 250 espectadores Árbitro(s): Yudai Yamamoto | Asistencia: 250 espectadores Árbitro(s): Yudai Yamamoto |

| 17 de octubre de 2016, 16:30 | Vietnam | 1:1 | Emiratos Árabes Unidos | Khalifa Sports City Stadium, Isa Town                     |                                                           |
|                              | Dĩ 21'  |     | Omar 58' (pen.)        | Asistencia: 50 espectadores Árbitro(s): Abdulrahman Abdou | Asistencia: 50 espectadores Árbitro(s): Abdulrahman Abdou |

| 17 de octubre de 2016, 19:30 | Irak                                                 | 4:0     | Corea del Norte | Khalifa Sports City Stadium, Isa Town               |                                                     |
|                              | Fayad 54' (pen.) · W. Kareem 63' 65' · Abdulnabi 79' | Reporte |                 | Asistencia: 156 espectadores Árbitro(s): Ryuji Sato | Asistencia: 156 espectadores Árbitro(s): Ryuji Sato |

| 20 de octubre de 2016, 19:30 | Corea del Norte   | 1:3     | Emiratos Árabes Unidos                     | Khalifa Sports City Stadium, Isa Town                    |                                                          |
|                              | Han Kwang-song 8' | Reporte | Rashid 31' · Al-Matroushi 52' · Yaqoob 77' | Asistencia: 155 espectadores Árbitro(s): Nawaf Shukralla | Asistencia: 155 espectadores Árbitro(s): Nawaf Shukralla |

| 20 de octubre de 2016, 19:30 | Irak | 0:0     | Vietnam | Estadio Nacional de Baréin, Riffa                        |                                                          |
|                              |      | Reporte |         | Asistencia: 263 espectadores Árbitro(s): Fahad Almirdasi | Asistencia: 263 espectadores Árbitro(s): Fahad Almirdasi |

#### Grupo C
| Pos. | Equipo    | Pts. | PJ | G | E | P | GF | GC | Dif. | Clasificación    |
| ---- | --------- | ---- | -- | - | - | - | -- | -- | ---- | ---------------- |
| 1    | Japón     | 7    | 3  | 2 | 1 | 0 | 6  | 0  | +6   | Cuartos de final |
| 2    | Irán      | 5    | 3  | 1 | 2 | 0 | 2  | 1  | +1   | Cuartos de final |
| 3    | Catar (E) | 4    | 3  | 1 | 1 | 1 | 2  | 4  | −2   |                  |
| 4    | Yemen (E) | 0    | 3  | 0 | 0 | 3 | 0  | 5  | −5   |                  |

 Fuente: AFC
| 14 de octubre de 2016, 16:30 | Japón                              | 3:0     | Yemen | Estadio Nacional de Baréin, Riffa                          |                                                            |
|                              | Ogawa 47' · Iwasaki 79' · Hara 88' | Reporte |       | Asistencia: 500 espectadores Árbitro(s): Jameel Abdulhusin | Asistencia: 500 espectadores Árbitro(s): Jameel Abdulhusin |

| 14 de octubre de 2016, 19:30 | Catar                  | 1:1     | Irán            | Estadio Nacional de Baréin, Riffa                 |                                                   |
|                              | Razzaghpour 38' (o.g.) | Reporte | Razzaghpour 58' | Asistencia: 1000 espectadores Árbitro(s): Fu Ming | Asistencia: 1000 espectadores Árbitro(s): Fu Ming |

| 17 de octubre de 2016, 16:30 | Irán | 0:0     | Japón | Estadio Nacional de Baréin, Riffa                       |                                                         |
|                              |      | Reporte |       | Asistencia: 225 espectadores Árbitro(s): Jarred Gillett | Asistencia: 225 espectadores Árbitro(s): Jarred Gillett |

| 17 de octubre de 2016, 19:30 | Yemen | 0:1     | Catar     | Estadio Nacional de Baréin, Riffa                            |                                                              |
|                              |       | Reporte | Umaru 84' | Asistencia: 525 espectadores Árbitro(s): Nivon Robesh Gamini | Asistencia: 525 espectadores Árbitro(s): Nivon Robesh Gamini |

| 20 de octubre de 2016, 16:30 | Catar | 0:3     | Japón                                    | Estadio Nacional de Baréin, Riffa                          |                                                            |
|                              |       | Reporte | Iwasaki 14' · Miyoshi 45' · Tomiyasu 62' | Asistencia: 120 espectadores Árbitro(s): Turki Al-Khudhayr | Asistencia: 120 espectadores Árbitro(s): Turki Al-Khudhayr |

| 20 de octubre de 2016, 16:30 | Yemen | 0:1     | Irán            | Khalifa Sports City Stadium, Isa Town                       |                                                             |
|                              |       | Reporte | Razzaghpour 45' | Asistencia: 10 535 espectadores Árbitro(s): Timur Faizullin | Asistencia: 10 535 espectadores Árbitro(s): Timur Faizullin |

#### Grupo D
| Pos. | Equipo        | Pts. | PJ | G | E | P | GF | GC | Dif. | Clasificación    |
| ---- | ------------- | ---- | -- | - | - | - | -- | -- | ---- | ---------------- |
| 1    | Uzbekistán    | 7    | 3  | 2 | 1 | 0 | 5  | 3  | +2   | Cuartos de final |
| 2    | Tayikistán    | 4    | 3  | 1 | 1 | 1 | 3  | 2  | +1   | Cuartos de final |
| 3    | Australia (E) | 4    | 3  | 1 | 1 | 1 | 3  | 3  | 0    |                  |
| 4    | China (E)     | 1    | 3  | 0 | 1 | 2 | 0  | 3  | −3   |                  |

 Fuente: AFC
| 15 de octubre de 2016, 16:30 | Uzbekistán                         | 2:1     | Tayikistán | Khalifa Sports City Stadium, Isa Town                        |                                                              |
|                              | Davlatjonov 67' · Yakhshiboev 72'} | Reporte | Saidov 20' | Asistencia: 100 espectadores Árbitro(s): Nivon Robesh Gamini | Asistencia: 100 espectadores Árbitro(s): Nivon Robesh Gamini |

| 15 de octubre de 2016, 19:30 | China | 0:1     | Australia  | Estadio Nacional de Baréin, Riffa                    |                                                      |
|                              |       | Reporte | Shabow 46' | Asistencia: 370 espectadores Árbitro(s): Jumpei Iida | Asistencia: 370 espectadores Árbitro(s): Jumpei Iida |

| 18 de octubre de 2016, 16:30 | Tayikistán                    | 2:0     | China | Estadio Nacional de Baréin, Riffa                         |                                                           |
|                              | Panshanbe 3' · Hamroqulov 65' | Reporte |       | Asistencia: 82 espectadores Árbitro(s): Jameel Abdulhusin | Asistencia: 82 espectadores Árbitro(s): Jameel Abdulhusin |

| 18 de octubre de 2016, 19:30 | Australia                                   | 2:3     | Uzbekistán                            | Khalifa Sports City Stadium, Isa Town                    |                                                          |
|                              | Youlley 63' (pen.) · Blackwood 90+3' (pen.) | Reporte | Abdukhalikov 29' · Ibrokhimov 40' 46' | Asistencia: 58 espectadores Árbitro(s): Ammar Al-Jeneibi | Asistencia: 58 espectadores Árbitro(s): Ammar Al-Jeneibi |

| 21 de octubre de 2016, 19:30 | Uzbekistán | 0:0     | China | Khalifa Sports City Stadium, Isa Town                |                                                      |
|                              |            | Reporte |       | Asistencia: 135 espectadores Árbitro(s): Jumpei Iida | Asistencia: 135 espectadores Árbitro(s): Jumpei Iida |

| 21 de octubre de 2016, 19:30 | Australia | 0:0     | Tayikistán | Estadio Nacional de Baréin, Riffa                        |                                                          |
|                              |           | Reporte |            | Asistencia: 165 espectadores Árbitro(s): Khamis Al-Marri | Asistencia: 165 espectadores Árbitro(s): Khamis Al-Marri |

### Segunda fase
|  | Cuartos de final   | Cuartos de final   |                |                | Semifinales   | Semifinales   |  |           | Final         | Final         |  |
|  | 23 y 24 de octubre | 23 y 24 de octubre |                |                | 27 de octubre | 27 de octubre |  |           | 30 de octubre | 30 de octubre |  |
|  |                    |                    |                |                |               |               |  |           |               |               |  |
|  |                    |                    |                |                |               |               |  |           |               |               |  |
|  | Baréin             | 0                  |                |                |               |               |  |           |               |               |  |
|  | Baréin             | 0                  |                |                |               |               |  |           |               |               |  |
|  | Vietnam            | 1                  |                |                |               |               |  |           |               |               |  |
|  | Vietnam            | 1                  |                | Vietnam        | 0             |               |  |           |               |               |  |
|  |                    |                    |                | Vietnam        | 0             |               |  |           |               |               |  |
|  |                    |                    | Japón          | 3              |               |               |  |           |               |               |  |
|  | Japón              | 4                  | Japón          | 3              |               |               |  |           |               |               |  |
|  | Japón              | 4                  |                |                |               |               |  |           |               |               |  |
|  | Tayikistán         | 0                  |                |                |               |               |  |           |               |               |  |
|  | Tayikistán         | 0                  |                |                |               |               |  | Japón (p) | 0 (5)         |               |  |
|  |                    |                    |                |                |               |               |  | Japón (p) | 0 (5)         |               |  |
|  |                    |                    | Arabia Saudita | 0 (3)          |               |               |  |           |               |               |  |
|  | Irak               | 2 (5)              | Arabia Saudita | 0 (3)          |               |               |  |           |               |               |  |
|  | Irak               | 2 (5)              |                |                |               |               |  |           |               |               |  |
|  | Arabia Saudita (p) | 2 (6)              |                |                |               |               |  |           |               |               |  |
|  | Arabia Saudita (p) | 2 (6)              |                | Arabia Saudita | 6             |               |  |           |               |               |  |
|  |                    |                    |                | Arabia Saudita | 6             |               |  |           |               |               |  |
|  |                    |                    | Irán           | 5              |               |               |  |           |               |               |  |
|  | Uzbekistán         | 0                  | Irán           | 5              |               |               |  |           |               |               |  |
|  | Uzbekistán         | 0                  |                |                |               |               |  |           |               |               |  |
|  | Irán               | 2                  |                |                |               |               |  |           |               |               |  |
|  | Irán               | 2                  |                |                |               |               |  |           |               |               |  |
|  |                    |                    |                |                |               |               |  |           |               |               |  |

#### Cuartos de final
| 23 de octubre de 2016, 16:15 | Irak                                                             | 2:2 (5:6 p.)               | Arabia Saudita                                                               | Khalifa Sports City Stadium, Isa Town                   |                                                         |
|                              | Abed 75' · Fayad 79'                                             | Reporte                    | Al-Anaze 65' · A. Al-Yami 69'                                                | Asistencia: 29 338 espectadores Árbitro(s): Jumpei Iida | Asistencia: 29 338 espectadores Árbitro(s): Jumpei Iida |
|                              |                                                                  | Tiros desde el punto penal |                                                                              |                                                         |                                                         |
|                              | Habeeb · M. Kareem · Abed · Fayad · Hasan · Abdulnabi · Abdullah |                            | Al-Dawsari · Ghareeb · A. Al-Yami · Al-Amri · Al-Najai · Zabbani · Al-Saluli |                                                         |                                                         |

| 23 de octubre de 2016, 19:15 | Baréin | 0:1     | Vietnam   | Estadio Nacional de Baréin, Riffa                           |                                                             |
|                              |        | Reporte | Thành 72' | Asistencia: 10 610 espectadores Árbitro(s): Khamis Al-Marri | Asistencia: 10 610 espectadores Árbitro(s): Khamis Al-Marri |

| 24 de octubre de 2016, 16:15 | Japón                                 | 4:0     | Tayikistán | Estadio Nacional de Baréin, Riffa                   |                                                     |
|                              | Ogawa 8' 73' · Doan 19' · Iwasaki 88' | Reporte |            | Asistencia: 29 135 espectadores Árbitro(s): Fu Ming | Asistencia: 29 135 espectadores Árbitro(s): Fu Ming |

| 24 de octubre de 2016, 19:15 | Uzbekistán | 0:2     | Irán           | Khalifa Sports City Stadium, Isa Town                  |                                                        |
|                              |            | Reporte | Jafari 14' 47' | Asistencia: 160 espectadores Árbitro(s): Muhammad Taqi | Asistencia: 160 espectadores Árbitro(s): Muhammad Taqi |

#### Semifinales
| 27 de octubre de 2016, 16:15 | Arabia Saudita                                                      | 6:5     | Irán                                                                          | Khalifa Sports City Stadium, Isa Town               |                                                     |
|                              | Al-Najai 18' (pen.) 51' · Al-Khulaif 42' · A. Al-Yami 45+1' 64' 76' | Reporte | Jafari 45' · Aghasi 45+3' · Shekari 62' · Mehdikhani 75' · Karamolachaab 83 ' | Asistencia: 29 160 espectadores Árbitro(s): Fu Ming | Asistencia: 29 160 espectadores Árbitro(s): Fu Ming |

| 27 de octubre de 2016, 19:15 | Vietnam | 0:3     | Japón                           | Estadio Nacional de Baréin, Riffa                          |                                                            |
|                              |         | Reporte | Kishimoto 6' · Nakamura 10' 51' | Asistencia: 29 870 espectadores Árbitro(s): Jarred Gillett | Asistencia: 29 870 espectadores Árbitro(s): Jarred Gillett |

#### Final
| 30 de octubre de 2016, 17:30 | Japón                                  | 0:0 (5:3 p.)               | Arabia Saudita                              | Estadio Nacional de Baréin, Riffa                         |                                                           |
|                              |                                        | Reporte                    |                                             | Asistencia: 3460 espectadores Árbitro(s): Khamis Al-Marri | Asistencia: 3460 espectadores Árbitro(s): Khamis Al-Marri |
|                              |                                        | Tiros desde el punto penal |                                             |                                                           |                                                           |
|                              | Sakai · Doan · Endo · Nakayama · Ogawa |                            | Al-Dawsari · Kariri · A. Al-Yami · Magrashi |                                                           |                                                           |

| Bandera de Japón |
| Campeón Japón    |
| Primer título    |

## Clasificados a la Copa Mundial de Fútbol Sub-20 de 2017
| Bandera de Arabia Saudita | Bandera de Irán | Bandera de Japón | Bandera de Vietnam |
| Arabia Saudita            | Irán            | Japón            | Vietnam            |

## Goleadores
4 goles
- Sami Al-Najai
- Abdulrahman Al-Yami

3 goles
- Reza Jafari
- Waleed Kareem Ali
- Yuto Iwasaki
- Kōki Ogawa
- Rakan Al-Anaze

2 goles
- Mohamed Yusuf
- Abolfazl Razzaghpuor
- Mazen Fayad
- Shunta Nakamura
- Ayman Al-Khulaif
- Cho Young-wook
- Doston Ibrokhimov

Fuente: 